# Collet dels Becís
El Collet dels Becís és una collada dels contraforts nord-orientals del Massís del Canigó, a 1.725,1 metres d'altitud, en el límit dels termes comunals d'Estoer i de Vallestàvia, tots dos a la comarca del Conflent (Catalunya del Nord).
Està situat a l'extrem sud-oest del terme de Vallestàvia, al límit amb Estoer i molt a prop al nord del triterme amb el de Vallmanya.